# Lord Acton
John Emerich Edward Dalberg-Acton, 1.er Baró Acton, KCVO (10 de gener de 1834, Nàpols, Regne de Nàpols - 19 de juny de 1902, Tegernsee, Baviera, II Imperi alemany), conegut com a Lord Acton, va ser un historiador i polític anglès. Catòlic i liberal, és famós per haver encunyat el conegut aforisme «El poder tendeix a corrompre i el poder absolut corromp absolutament» (Power tends to corrupt, and absolute power corrupts absolutely).

## Vida
Nascut en una família catòlica de la baixa noblesa, els seus pares van ser Sir Ferdinand Acton i Marie Louise Pelline von Dalberg. Va ser net de Sir John Acton, que en aquell temps havia estat primer ministre de Nàpols. El 1837, quan tenia tres anys, va morir el seu pare i la seva mare es va tornar a casar amb el polític Granville Leveson-Gower, comte Granville, tres anys després. Amb la mort del seu pare va heretar el títol de baronet pel que va ser conegut com a Sir John Dalberg Acton, 8è baronet.
Va fer estudis en el Oscott College i després privadament a Edimburg. Fervorós catòlic, no se li va permetre assistir a Cambridge per la seva religió.
Va prestar servei en la Cambra dels comuns des de 1859 fins a 1865. Va ser editor de la publicació catòlica mensual The Rambler (1859–1864), a la qual va renunciar a causa de la crítica papal del seu abordatge científic de la història.
En 1865, es va casar amb la comtessa Maria Anna von Arco auf Valley, amb la qual va tenir sis fills.
Va ser assessor de William Ewart Gladstone des de 1865, sent elevat al rang de baró el 1869. El 1895 va ser designat Professor Regi d'Història Moderna a la Universitat de Cambridge.
Després va coordinar el gran projecte d'edició The Cambridge Modern History. Va ser crític del nacionalisme, encunyant el conegut aforisme "El poder tendeix a corrompre i el poder absolut corromp absolutament" (quan Lord Acton parla de poder, fa referència a algun tipus de bé que pugui comportar la corrupció de l'ésser. Ell mateix ho diu: 'Diners és poder'.
A la seva mort, va deixar una importantíssima biblioteca de més de 60.000 volums.